# Stazione di Pratola Peligna
La stazione di Pratola Peligna è una stazione ferroviaria, posta sulla ferrovia Roma-Pescara, a servizio del comune di Pratola Peligna.

## Storia

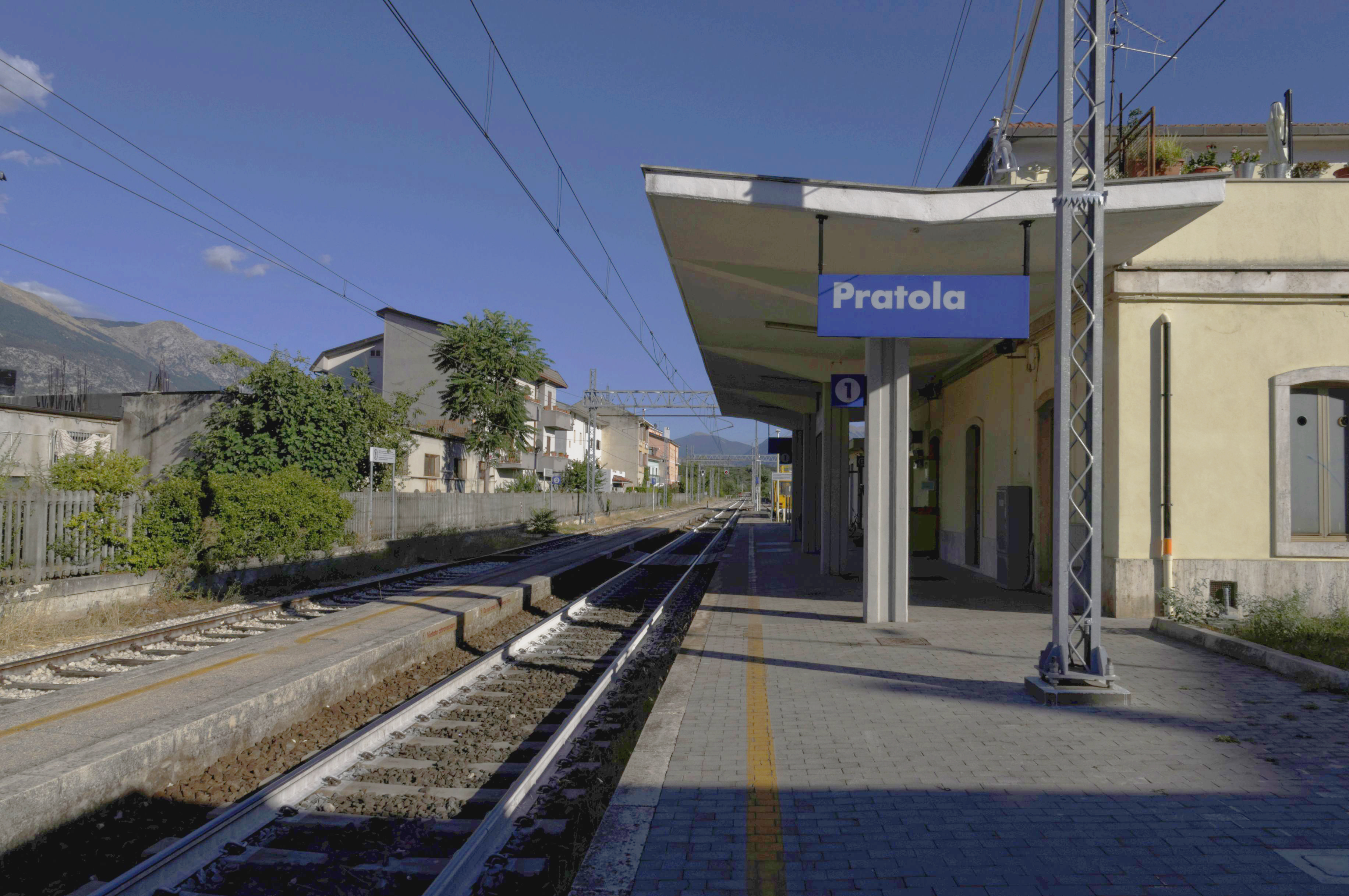
Binari della stazione

La stazione di Pratola Peligna venne attivata nel 1873, in concomitanza con l'inaugurazione della ferrovia Roma-Pescara.

## Movimento
Effettuano servizio presso la stazione alcuni treni regionali gestiti da Trenitalia nell'ambito del contratto di servizio stipulato con la regione Abruzzo, da e per Pescara, Teramo, Sulmona e Avezzano.

## Servizi
- Biglietteria automatica
- Sala d'attesa